# Lépilémur
Lepilemur
Famille
Genre
Les lépilémurs forment l'unique genre (Lepilemur) de la famille des Lepilemuridae. Ce sont des primates lemuriformes nocturnes endémiques de Madagascar.

## Étymologie et dénominations
Ils sont également appelés lémurs belettes.

## Caractéristiques
Ce sont des lémuriens nocturnes, plutôt solitaires, avec des territoires restreints (moins de 50 ares) autour de leurs abris. Ils pèsent environ 900 grammes. Ils se nourrissent généralement de fruits et de feuilles.

### Classification
Certains auteurs considèrent les Lépilémurs comme faisant partie de la famille subfossile des Megaladapidae. Le nombre d'espèces et leur classification exacte sont très discutés.
| Selon MSW (Groves, 2005) | Selon Mittermeier et al. (2010). |
| --- | --- |
| - Lepilemur mustelinus I. Geoffroy, 1851 - Lepilemur ruficaudatus A. Grandidier, 1867 - Lepilemur dorsalis Gray, 1870 - Lepilemur edwardsi Forbes, 1894 - Lepilemur leucopus (Major, 1894) - Lepilemur microdon (Forsyth Major, 1894) - Lepilemur ankaranensis Rumpler & Albignac, 1975 - Lepilemur septentrionalis Rumpler & Albignac, 1975 | - Lepilemur mustelinus I. Geoffroy, 1851 - Lepilemur ruficaudatus A. Grandidier, 1867 - Lepilemur dorsalis Gray, 1870 - Lepilemur edwardsi Forbes, 1894 - Lepilemur leucopus (Major, 1894) - Lepilemur microdon (Forsyth Major, 1894) - Lepilemur ankaranensis Rumpler & Albignac, 1975 - Lepilemur septentrionalis Rumpler & Albignac, 1975 - Lepilemur aeeclis Andriaholinirina et al., 2006 - Lepilemur ahmansoni Louis Jr. et al., 2006 - Lepilemur betsileo Louis Jr. et al., 2006 - Lepilemur fleuretae Louis Jr. et al., 2006 - Lepilemur grewcocki Louis Jr. et al., 2006 - Lepilemur hubbardi Louis Jr. et al., 2006 - Lepilemur jamesi Louis Jr. et al., 2006 - Lepilemur milanoii Louis Jr. et al., 2006 - Lepilemur mittermeieri Rabarivola et al., 2006 - Lepilemur petteri Louis Jr. et al., 2006 - Lepilemur randrianasoli Andriaholinirina et al., 2006 - Lepilemur sahamalazensis Andriaholinirina et al., 2006 - Lepilemur seali Louis Jr. et al., 2006 - Lepilemur tymerlachsoni Louis Jr. et al., 2006 - Lepilemur wrighti Louis Jr. et al., 2006 - Lepilemur otto Craul et al., 2007 - Lepilemur scottorum Lei et al., 2008 - Lepilemur hollandorum Ramaromilanto et al., 2009 |

## Répartition géographique

Distribution des différentes espèces de Lépilémurs.

### Famille Lepilemuridae
- (en) Mammal Species of the World (3e  éd., 2005) : Lepilemuridae Gray, 1870 (consulté le 23 septembre 2012)
- (en) Tree of Life Web Project : Lepilemuridae (consulté le 23 septembre 2012)
- (en) Animal Diversity Web : Lepilemuridae (consulté le 23 septembre 2012)
- (en) NCBI : Lepilemuridae (taxons inclus) (consulté le 23 septembre 2012)
- (en) UICN : taxon  Lepilemuridae  (consulté le 5 janvier 2023)

### GenreLepilemur
- (en) Mammal Species of the World (3e  éd., 2005) :  Lepilemur   I. Geoffroy, 1851 (consulté le 23 septembre 2012)
- (en) Tree of Life Web Project : Lepilemur (consulté le 23 septembre 2012)
- (en) Catalogue of Life : Lepilemur I. Geoffroy Saint-Hilaire, 1851 (consulté le 30 mars 2023)
- (fr + en) ITIS : Lepilemur  I. Geoffroy Saint-Hilaire, 1851 (consulté le 23 septembre 2012)
- (en) Animal Diversity Web : Lepilemur (consulté le 23 septembre 2012)
- (en) NCBI : Lepilemur (taxons inclus) (consulté le 23 septembre 2012)
- (en) UICN : taxon  Lepilemur  (consulté le 5 janvier 2023)